# Louise Peterson
Louise Peterson auch Luise Peterson (geb. Huhn) (* 29. April 1828 in Thorn in Preußen; † 29. Juni 1902 in Liegnitz) war eine deutsche Jugendschriftstellerin; ihr Pseudonym als Novellistin war Egon Velten, als Jugendschriftstellerin Erna Velten und für Romane und Humor nutzte sie Frank Donatus.

## Leben
Louise Peterson war die jüngste Tochter des Stadtrats Friedrich Ferdinand Huhn († 1831). Nach dessen Tod übersiedelte sie mit ihrer Mutter nach Elbing und besuchte dort die Königliche Höhere Töchterschule Athenaeum Elbingense.
Später verbrachte sie einige Jahre im Haus ihrer Schwester in Berlin und heiratete darauf den früheren Gutsbesitzer Ed. Peterson; ihr gemeinsamer Sohn war Eugen Peterson (* 2. Februar 1860 in Elbing; † unbekannt). Nach dem Tod ihres Ehemannes zog sie mit ihrem einzigen Sohn nach Königsberg und begann dort ihre schriftstellerische Tätigkeit, indem sie unter anderem für die Blätter Für's Haus, Schorer's Familienblatt (siehe Deutsches Familienblatt) und die Westpreußische Zeitung Beiträge verfasste.
Nachdem ihr Sohn sich in Leipzig als Buchhändler niedergelassen hatte, siedelte sie im Oktober 1883 dorthin über und verfasste unter dem Namen Erna Velten ihre ersten Sammlungen von Erzählungen für junge Mädchen, unter anderem 1883 Fürs Dämmerstündchen und 1886 Blau-Blümchen sowie 1887 ihre Familiengeschichte Aus vergangener Zeit. Sie beschäftigte sich schriftstellerisch auch mit der Frauenfrage und ihr Handbuch Frau Loras Wegweiser in Deutschlands Küche und Haus von 1886 wurde 1887 auf der Internationalen Ausstellung für Volksernährung und Kochkunst in Leipzig anerkannt.
1889 siedelte sie nach Liegnitz über und lebte dort als Pensionärin im Evangelischen Frauenstift und wirkte als Mitarbeiterin der Frauenbewegung; seit Oktober 1894 leitete sie die Beilage Frauendaheim der illustrierten Zeitschrift Deutsche Reichspost.

## Mitgliedschaften
Louise Peterson war Mitglied im Leipziger Schriftstellerinnen-Verein.

## Schriften (Auswahl)
- Fürs Dämmerstündchen. Leipzig, Eugen Peterson, 1883.
- Blau-Blümchen. Leipzig, Eugen Peterson, 1886.
- Frau Loras Wegweiser in Deutschlands Küche und Haus. Leipzig, Eugen Peterson, 1886.
- Aus vergangener Zeit. Leipzig, Eugen Peterson, 1887.
- Neue Lebenswege. In der Fremde. Mönchengladbach & New York, 1897.[3]
- Heideröslein. Berlin, Verlag Jugendhort, 1909.[4]
- Die Schwestern. Berlin, Verlag Jugendhort, 1909.